# Tibor Dudás
Tibor Dudás (ur. 14 czerwca 1984) − węgierski bokser, brązowy medalista Mistrzostw Unii Europejskiej 2004 w Madrycie, brązowy medalista Mistrzostw Świata Juniorów 2002 w Santiago de Cuba, brązowy medalista Mistrzostw Europy Juniorów 2001 w Sarajewie, brązowy medalista Mistrzostw Europy Kadetów 2000 w Atenach, mistrz Węgier w roku 2004, 2005 oraz wicemistrz w roku 2003. W latach 2007–2008 bokser zawodowy.

## Kariera
Na Mistrzostwach Unii Europejskiej 2004 w Madrycie zdobył brązowy medal w kategorii lekkopółśredniej. W ćwierćfinale pokonał na punkty (35:18) Słowaka Pavola Hlavačka, a w półfinale przegrał z Hiszpanem José Alonso.
Nigdy nie reprezentował Węgier na międzynarodowych mistrzostwach typu mistrzostwa świata czy mistrzostwa Europy.
30 marca 2007 zadebiutował w Crawley jako bokser zawodowy, wygrywając w debiucie z Chrisem Longiem. Łącznie na zawodowym ringu stoczył 7. pojedynków, wygrywając wszystkie.